# منطقة شيبور
شيبور رمزها «SP» (بالإنجليزية: Sheopur)‏ ، هو تقسيم إداري لدولة الهند تتبع ولاية مدية برديش (بالإنجليزية: Madhya  Pradesh)‏ ، مركزها هو مدينة شيبور (بالإنجليزية: Sheopur)‏ عدد سكانها حسب تعداد سنة 2001 هو 559,715 ، مساحتها 6,585 كم² وكثافة السكان 85 لكل كم² .